# Formning
Formning er i Danmark navnet på et skolefag, der tidligere hed tegning (omtrent indtil skoleloven af 1958) og senere kom til at hedde billedkunst (efter skoleloven af 1993). 
I Norge er formning, sløjd og håndarbejde blevet lagt sammen til ét fag under navnet forming.
De Monradske Lærerkurser (1856–1891), forløberen for Statens Lærerhøjskole, afholdt allerede fra begyndelsen tegnekurser, der dog i 1878 blev flyttet til Det Tekniske Selskabs Skole, indtil Statens Tegnelærerkursus blev etableret i 1890 med tegneinspektør Carl F. Andersen (1846-1913) som leder. I 1963 ændredes navnet til Statens Kursus for Formningslærere, og i 1971 overgik aktiviteterne til Danmarks Lærerhøjskole, men efter omdannelsen til universitet og senere såkaldt universitetsskole foregår den pædagogiske læreruddannelse i faget kun ved lærerseminarierne.